# Mẹ của Whistler
Biên khúc của màu xám và đen số 1 (tên gốc tiếng Anh: Arrangement in Grey and Black No.1) hay còn được biết đến với tên gọi Mẹ của Whistler (tên gốc: Whistler's Mother) là tác phẩm tranh sơn dầu năm 1871 của họa sĩ gốc Mỹ, James McNeill Whistler. Người mẫu trong tranh chính là mẹ của ông, bà Anna McNeill Whistler. Tranh hiện đang được trưng bày tại bảo tàng Orsay, thành phố Paris, sau khi được chính quyền Pháp mua lại vào năm 1891. Đây được coi là một trong những tác phẩm nổi tiếng nhất của giới họa sĩ Mỹ trên trường quốc tế. Mẹ của Whistler được coi là một biểu tượng Mỹ, hay Mona Lisa dưới thời nữ hoàng Victoria.